# تایلر مگنر
تایلر مگنر (انگلیسی: Tyler Magner؛ زادهٔ ۳ مهٔ ۱۹۹۱ ‏(۳۴ سال)) دوچرخه‌سوار اهل ایالات متحده آمریکا است.
از باشگاه‌هایی که در آن بازی کرده‌است می‌توان به تیم دوچرخه‌سواری یونایتدهلثکر اشاره کرد.